# Liste des WWE Intercontinental Champions
Le WWE Intercontinental Championship est un championnat de catch appartenant à la fédération de catch américaine, la World Wrestling Entertainment (WWE). Le titre a été intronisé pour la première fois dans la WWE en 1979, à l'époque connue sous le nom de World Wrestling Federation (WWF). Pat Patterson, qui était l'actuel champion WWF North American Heavyweight Championship, a unifié le titre au South American Heavyweight Championship,. La WWF a considéré l'Intercontinental Championship comme étant le second championnat le plus important de la compagnie, après le WWF Championship. En 2002, la WWF est renommée World Wrestling Entertainment. Après avoir changé de nom, le titre est renommé WWE Intercontinental Championship. Le tout premier champion détenant ce titre était Pat Patterson, qui a gagné le championnat en 1979. Le titre connait actuellement 188 règnes, pour un total de 92 champions différents, et fut également vacant 10 fois.

## Historique du titre

### Histoire du nom
| Nom                                           | Durée                             | note |
| --------------------------------------------- | --------------------------------- | --- |
| WWF Intercontinental Heavyweight Championship | 1er septembre 1979 − 4 avril 1992 | Le titre est né grâce à l'unification du WWF North American Championship et South American Championship.                 |
| WWF Intercontinental Championship             | 5 avril 1992 − 5 mai 2002         | À partir du 20 mars 1994 pendant une courte période le titre a été renommé Undisputed WWF Intercontinental Championship. |
| WWE Intercontinental Championship             | 6 mai 2002 − Aujourd'hui          | Depuis que la WWF a changé de nom en faveur de WWE.                                                                      |

### Historique des règnes
| #                                                        | Champion                                                 | Règne                                                    | Date                                                     | Durée (en jours)                                         | Lieu                                                     | Événement                                                | Notes | Réf.                                                     |
| National Wrestling Alliance : World Wrestling Federation | National Wrestling Alliance : World Wrestling Federation | National Wrestling Alliance : World Wrestling Federation | National Wrestling Alliance : World Wrestling Federation | National Wrestling Alliance : World Wrestling Federation | National Wrestling Alliance : World Wrestling Federation | National Wrestling Alliance : World Wrestling Federation | National Wrestling Alliance : World Wrestling Federation | National Wrestling Alliance : World Wrestling Federation |
| -------------------------------------------------------- | -------------------------------------------------------- | -------------------------------------------------------- | -------------------------------------------------------- | -------------------------------------------------------- | -------------------------------------------------------- | -------------------------------------------------------- | --- | -------------------------------------------------------- |
| 1                                                        | Pat Patterson                                            | 1                                                        | 1er septembre 1979                                       | 233                                                      | Rio de Janeiro ( Brésil)                                 | —                                                        | Patterson devient le premier champion en battant Ted DiBiase pour remporter le WWF North American Heavyweight Championship le 19 juin 1979 et bat Johnny Rodz en finale d'un tournoi fictif à Rio de Janeiro au Brésil pour unifier le North American Heavyweight Championship et le fictionnel WWF South American Championship pour donner naissance au titre.                                       | ,                                                        |
| 2                                                        | Ken Patera                                               | 1                                                        | 21 avril 1980                                            | 231                                                      | New York (New York)                                      | WWF on MSG Network (en)                                  | En battant Pat Patterson, il remporte son seul titre à la WWF. | [ 6 ]                                                    |
| 3                                                        | Pedro Morales                                            | 1                                                        | 8 décembre 1980                                          | 194                                                      | New York (New York)                                      | WWF                                                      | Grâce à sa victoire face à Patera, devient le 1er Triple Crown Champion de l'histoire. | [ 7 ]                                                    |
| 4                                                        | Don Muraco                                               | 1                                                        | 20 juin 1981                                             | 156                                                      | Philadelphie (Pennsylvanie)                              | WWF on PRISM Network                                     | En battant Pedro Morales, il remporte son premier titre dans la compagnie. | [ 8 ]                                                    |
| 5                                                        | Pedro Morales                                            | 2                                                        | 23 novembre 1981                                         | 425                                                      | New York (New York)                                      | WWF on MSG Network (en)                                  | Il devient le 1er catcheur à gagner deux fois la ceinture. | [ 7 ]                                                    |
| World Wrestling Federation                               |                                                          |                                                          |                                                          |                                                          |                                                          |                                                          | |                                                          |
| 6                                                        | Don Muraco                                               | 2                                                        | 22 janvier 1983                                          | 385                                                      | New York (New York)                                      | WWF on MSG Network (en)                                  | Il devient le 2e catcheur à gagner deux fois la ceinture. Durant son règne, aura la fin d'affiliation entre la WWF et la NWA. | [ 8 ]                                                    |
| 7                                                        | Tito Santana                                             | 1                                                        | 11 février 1984                                          | 226                                                      | Boston (Massachusetts)                                   | WWF                                                      | En battant Don Muraco, il remporte son premier titre individuel dans la compagnie. | [ 9 ]                                                    |
| 8                                                        | Greg Valentine                                           | 1                                                        | 24 septembre 1984                                        | 285                                                      | London (Ontario) Canada                                  | Maple Leaf Wrestling (en)                                | Epiosde diffusé le 13 octobre. | [ 10 ]                                                   |
| 9                                                        | Tito Santana                                             | 2                                                        | 6 juillet 1985                                           | 217                                                      | Baltimore (Maryland)                                     | House show                                               | A remporté le titre dans un Steel Cage match. Il devient le 3e catcheur à gagner deux fois la ceinture. | [ 9 ]                                                    |
| 10                                                       | Randy Savage                                             | 1                                                        | 8 février 1986                                           | 414                                                      | Boston (Massachusetts)                                   | WWF on NESN                                              | La fin du combat est diffusée le 22 février 1986. | [ 11 ]                                                   |
| 11                                                       | Ricky Steamboat                                          | 1                                                        | 29 mars 1987                                             | 65                                                       | Pontiac (Michigan)                                       | WrestleMania III                                         | En battant Randy Savage, il remporte son seul titre à la WWF. | [ 12 ]                                                   |
| 12                                                       | The Honky Tonk Man                                       | 1                                                        | 2 juin 1987                                              | 454                                                      | Buffalo (New York)                                       | WWF Superstars of Wrestling (en)                         | Épisode diffusé le 13 juin. | [ 13 ]                                                   |
| 13                                                       | The Ultimate Warrior                                     | 1                                                        | 29 août 1988                                             | 216                                                      | New York (New York)                                      | SummerSlam (1988)                                        | Remporte le titre en 30 secondes. | [ 14 ]                                                   |
| 14                                                       | Rick Rude                                                | 1                                                        | 2 avril 1989                                             | 148                                                      | Atlantic City (New Jersey)                               | WrestleMania V                                           | Remporte le titre grâce à une intervention de Bobby Heenan qui a tenu la jambe du Warrior sur le tombé gagnant. | [ 15 ]                                                   |
| 15                                                       | The Ultimate Warrior                                     | 2                                                        | 28 août 1989                                             | 216                                                      | East Rutherford (New Jersey)                             | SummerSlam (1989)                                        | En prenant sa revanche sur Rick Rude, il devient le 4e catcheur à gagner deux fois la ceinture. | [ 16 ]                                                   |
| —                                                        | Vacant                                                   | 1                                                        | 1er avril 1990                                           | 22                                                       | Toronto (Ontario) Canada                                 | WrestleMania VI                                          | À la suite de la victoire de Warrior contre Hulk Hogan pour le WWF Championship. | [ 17 ]                                                   |
| 16                                                       | Mr. Perfect                                              | 1                                                        | 23 avril 1990                                            | 126                                                      | Austin (Texas)                                           | WWF Superstars of Wrestling (en)                         | Bat Tito Santana en finale d'un tournoi pour le titre vacant. Épisode diffusé le 19 mai. | [ 18 ]                                                   |
| 17                                                       | The Texas Tornado                                        | 1                                                        | 27 août 1990                                             | 84                                                       | Philadelphie (Pennsylvanie)                              | SummerSlam (1990)                                        | En battant Mr. Perfect, il remporte son premier titre à la WWF. | [ 19 ]                                                   |
| 18                                                       | Mr. Perfect                                              | 2                                                        | 19 novembre 1990                                         | 280                                                      | Rochester (New York)                                     | WWF Superstars of Wrestling (en)                         | Il devient le 5e catcheur à gagner deux fois la ceinture. Épisode diffusé le 15 décembre. | [ 18 ]                                                   |
| 19                                                       | Bret Hart                                                | 1                                                        | 26 août 1991                                             | 144                                                      | New York (New York)                                      | SummerSlam (1991)                                        | Remporte son premier titre individuel à la WWF | [ 20 ]                                                   |
| 20                                                       | The Mountie                                              | 1                                                        | 17 janvier 1992                                          | 2                                                        | Springfield (Massachusetts)                              | House show                                               | En battant Bret Hart, il remporte son premier titre à la WWF. | [ 21 ]                                                   |
| 21                                                       | Roddy Piper                                              | 1                                                        | 19 janvier 1992                                          | 77                                                       | Albany (New York)                                        | Royal Rumble (1992)                                      | En battant The Mountie, il remporte son premier titre à la WWF. | [ 22 ]                                                   |
| 22                                                       | Bret Hart                                                | 2                                                        | 5 avril 1992                                             | 146                                                      | Indianapolis (Indiana)                                   | WrestleMania VIII                                        | Il devient le 6e catcheur à gagner deux fois la ceinture. | [ 23 ]                                                   |
| 23                                                       | The British Bulldog                                      | 1                                                        | 29 août 1992                                             | 59                                                       | Londres ( Angleterre)                                    | SummerSlam (1992)                                        | En battant Bret Hart, il remporte son premier titre individuel à la WWF. | [ 24 ]                                                   |
| 24                                                       | Shawn Michaels                                           | 1                                                        | 27 octobre 1992                                          | 202                                                      | Terre Haute (Indiana)                                    | Saturday Night's Main Event XXXI                         | Épisode diffusé le 8 novembre. | [ 25 ]                                                   |
| 25                                                       | Marty Jannetty                                           | 1                                                        | 17 mai 1993                                              | 20                                                       | New York (New York)                                      | Raw                                                      | En battant Michaels, il remporte son premier titre à la WWF. | [ 26 ]                                                   |
| 26                                                       | Shawn Michaels                                           | 2                                                        | 6 juin 1993                                              | 113                                                      | Albany (New York)                                        | House show                                               | Il devient le 7e catcheur à gagner deux fois la ceinture. | [ 27 ]                                                   |
| —                                                        | Vacant                                                   | 2                                                        | 27 septembre 1993                                        | 0                                                        | —                                                        | —                                                        | Officiellement, Michaels est destitué du titre pour ne pas l'avoir défendu pendant les 30 jours contractuels. En réalité, Michaels est suspendu par la WWF pour avoir utilisé des substances illicites. | [ 28 ]                                                   |
| 27                                                       | Razor Ramon                                              | 1                                                        | 27 septembre 1993                                        | 198                                                      | New Haven (Connecticut)                                  | Raw                                                      | Remporte une bataille royale diffusé le 11 octobre. Shawn Michaels revenait plus tard, affirmant être le vrai champion comme personne ne l'a battu pour le titre ; Ramon battait Michaels dans un Ladder match le 20 mars 1994 à WrestleMania X pour devenir le champion indisputé. | [ 29 ]                                                   |
| 28                                                       | Diesel                                                   | 1                                                        | 13 avril 1994                                            | 138                                                      | Rochester (New York)                                     | WWF Superstars of Wrestling (en)                         | Épisode diffusé le 30 avril. | [ 30 ]                                                   |
| 29                                                       | Razor Ramon                                              | 2                                                        | 29 août 1994                                             | 146                                                      | Chicago (Illinois)                                       | SummerSlam (1994)                                        | Il devient le 8e catcheur à gagner deux fois la ceinture. | [ 31 ]                                                   |
| 30                                                       | Jeff Jarrett                                             | 1                                                        | 22 janvier 1995                                          | 94                                                       | Tampa (Floride)                                          | Royal Rumble (1995)                                      | En battant Ramon, il remorte son premier titre à la WWF. | [ 32 ]                                                   |
| —                                                        | Vacant                                                   | 3                                                        | 26 avril 1995                                            | 0                                                        | Moline (Illinois)                                        | Action Zone (en)                                         | À la suite d'une défense de titre controversée du champion contre Bob Holly. Épisode diffusé le 30 avril. | [ 33 ]                                                   |
| 31                                                       | Jeff Jarrett                                             | 2                                                        | 26 avril 1995                                            | 23                                                       | Moline (Illinois)                                        | Action Zone (en)                                         | Bat Bob Holly dans un rematch pour le titre vacant. Il devient le 9e catcheur à gagner deux fois la ceinture. Épisode diffusé le 7 mai. | [ 34 ]                                                   |
| 32                                                       | Razor Ramon                                              | 3                                                        | 19 mai 1995                                              | 2                                                        | Montréal (Québec) Canada                                 | House show                                               | Dans un Ladder match. Il devient le 1er catcheur à gagner trois fois la ceinture. | [ 35 ]                                                   |
| 33                                                       | Jeff Jarrett                                             | 3                                                        | 21 mai 1995                                              | 63                                                       | Trois-Rivières (Québec) Canada                           | House show                                               | Il devient le 2e catcheur à gagner trois fois la ceinture. | [ 36 ]                                                   |
| 34                                                       | Shawn Michaels                                           | 3                                                        | 23 juillet 1995                                          | 91                                                       | Nashville (Tennessee)                                    | In Your House 2 : The Lumberjacks                        | Il devient le 3e catcheur à gagner trois fois la ceinture. | [ 37 ]                                                   |
| 35                                                       | Dean Douglas                                             | 1                                                        | 22 octobre 1995                                          | 0 (13 min 52 s)                                          | Winnipeg (Manitoba) Canada                               | In Your House 4 : Great White North                      | Remporte le titre par forfait en raison de l'agression qu'à subie Michaels dans une boite de nuit à Syracuse le 14 octobre. | [ 38 ]                                                   |
| 36                                                       | Razor Ramon                                              | 4                                                        | 22 octobre 1995                                          | 91                                                       | Winnipeg (Manitoba) Canada                               | In Your House 4 : Great White North                      | Remplace Michaels. Il devient le 1er catcheur à gagner quatre fois la ceinture. | [ 38 ]                                                   |
| 37                                                       | Goldust                                                  | 1                                                        | 21 janvier 1996                                          | 71                                                       | Fresno (Californie)                                      | Royal Rumble (1996)                                      | En battant Razor Ramon, il remporte son premier titre à la WWF. | [ 39 ]                                                   |
| —                                                        | Vacant                                                   | 4                                                        | 1er avril 1996                                           | 0                                                        | San Bernardino (Californie)                              | Raw                                                      | À la suite d'une défense de titre contre Savio Vega qui s'est terminée en no contest. Épisode diffusé le 15 avril. | [ 40 ]                                                   |
| 38                                                       | Goldust                                                  | 2                                                        | 1er avril 1996                                           | 83                                                       | San Bernardino (Californie)                              | Raw                                                      | Bat Savio Vega dans un rematch pour le titre vacant. Il devient le 10e catcheur à gagner deux fois la ceinture. Épisode diffusé le 22 avril. | [ 41 ]                                                   |
| 39                                                       | Ahmed Johnson                                            | 1                                                        | 23 juin 1996                                             | 50                                                       | Milwaukee (Wisconsin)                                    | King of the Ring (1996)                                  | En battant Goldust, il remporte son seul titre à la WWF. | [ 42 ]                                                   |
| —                                                        | Vacant                                                   | 5                                                        | 12 août 1996                                             | 42                                                       | Seattle (Washington)                                     | Raw                                                      | À la suite d'une blessure de Johnson après une attaque de Faarooq. | [ 43 ]                                                   |
| 40                                                       | Marc Mero                                                | 1                                                        | 23 septembre 1996                                        | 28                                                       | Hershey (Pennsylvanie)                                   | Raw                                                      | Bat Faarooq en finale d'un tournoi. | [ 44 ]                                                   |
| 41                                                       | Hunter Hearst Helmsley                                   | 1                                                        | 21 octobre 1996                                          | 115                                                      | Fort Wayne (Indiana)                                     | Raw                                                      | En battant Mero, il remporte le premier titre de sa carrière de catcheur. | [ 45 ]                                                   |
| 42                                                       | Rocky Maivia                                             | 1                                                        | 13 février 1997                                          | 74                                                       | Lowell (Massachusetts)                                   | Raw                                                      | En battant HHH, il remporte son premier titre à la WWF. | [ 46 ]                                                   |
| 43                                                       | Owen Hart                                                | 1                                                        | 28 avril 1997                                            | 97                                                       | Omaha (Nebraska)                                         | Raw is War                                               | En battant Rocky Mavia, il remporte son premier titre individuel à la WWF. | [ 47 ]                                                   |
| 44                                                       | Stone Cold Steve Austin                                  | 1                                                        | 3 août 1997                                              | 36                                                       | East Rutherford (New Jersey)                             | SummerSlam (1997)                                        | La WWE reconnait la fin du règne comme étant le 5 octobre 1997 | [ 48 ]                                                   |
| —                                                        | Vacant                                                   | 6                                                        | 8 septembre 1997                                         | 27                                                       | —                                                        | —                                                        | Due à la blessure au cou de Steve Austin | [ 33 ]                                                   |
| 45                                                       | Owen Hart                                                | 2                                                        | 5 octobre 1997                                           | 35                                                       | Saint-Louis (Missouri)                                   | Badd Blood: In Your House                                | Bat Faarooq en finale d'un tournoi grâce à une intervention de Stone Cold. Il devient le 11e catcheur à gagner deux fois la ceinture. | ,                                                        |
| 46                                                       | Stone Cold Steve Austin                                  | 2                                                        | 9 novembre 1997                                          | 29                                                       | Montréal (Québec) Canada                                 | Survivor Series (1997)                                   | Il devient le 12e catcheur à gagner deux fois la ceinture. | [ 51 ]                                                   |
| 47                                                       | The Rock                                                 | 2                                                        | 8 décembre 1997                                          | 265                                                      | Portland (Maine)                                         | Raw is War                                               | Austin laisse le titre à The Rock, car seul le titre mondial l'intéresse. Il devient le 13e catcheur à gagner deux fois la ceinture. Son premier règne était sous le nom de Rocky Maivia. | [ 52 ]                                                   |
| 48                                                       | Triple H                                                 | 2                                                        | 30 août 1998                                             | 40                                                       | New York (New York)                                      | SummerSlam (1998)                                        | Dans un Ladder match. Il devient le 14e catcheur à gagner deux fois la ceinture. Son premier règne était sous le nom de Hunter Hearst Helmsley. La WWE reconnait la fin du règne comme étant le 12 octobre 1998 | [ 53 ]                                                   |
| —                                                        | Vacant                                                   | 7                                                        | 9 octobre 1998                                           | 3                                                        | —                                                        | —                                                        | Le titre est rendu vacant dû à une blessure au genou de Triple H. | [ 53 ]                                                   |
| 49                                                       | Ken Shamrock                                             | 1                                                        | 12 octobre 1998                                          | 125                                                      | Uniondale (New York)                                     | Raw is War                                               | Bat X-Pac en finale d'un tournoi. | [ 54 ]                                                   |
| 50                                                       | Val Venis                                                | 1                                                        | 14 février 1999                                          | 29                                                       | Memphis (Tennessee)                                      | In Your House: St. Valentine's Day Massacre              | Billy Gunn était l'arbitre spécial. | [ 55 ]                                                   |
| 51                                                       | Road Dogg                                                | 1                                                        | 15 mars 1999                                             | 14                                                       | San José (Californie)                                    | Raw is War                                               | En battant Val Venis, il remporte le titre pour la première fois et son deuxième titre personnel à la WWF. | [ 56 ]                                                   |
| 52                                                       | Goldust                                                  | 3                                                        | 29 mars 1999                                             | 14                                                       | East Rutherford (New Jersey)                             | Raw is War                                               | Dans un Triple Threat match qui incluait également Chyna. Il devient le 4e catcheur à gagner trois fois la ceinture. | [ 57 ]                                                   |
| 53                                                       | The Godfather                                            | 1                                                        | 12 avril 1999                                            | 43                                                       | Détroit (Michigan)                                       | Raw is War                                               | En battant Goldust, il remporte son premier titre à la WWF. | [ 58 ]                                                   |
| 54                                                       | Jeff Jarrett                                             | 4                                                        | 25 mai 1999                                              | 60                                                       | Moline (Illinois)                                        | Raw is War                                               | Il devient le 2e catcheur à gagner quatre fois la ceinture. Épisode diffusé le 31 mai. | [ 59 ]                                                   |
| 55                                                       | Edge                                                     | 1                                                        | 24 juillet 1999                                          | 1                                                        | Toronto (Ontario) Canada                                 | House show                                               | En battant Jeff Jarrett, il remporte son première titre à la WWF. | [ 60 ]                                                   |
| 56                                                       | Jeff Jarrett                                             | 5                                                        | 25 juillet 1999                                          | 2                                                        | Buffalo (New York)                                       | Fully Loaded (1999)                                      | Il devient le 1er catcheur à gagner cinq fois la ceinture. | [ 61 ]                                                   |
| 57                                                       | D'Lo Brown                                               | 1                                                        | 27 juillet 1999                                          | 26                                                       | Dayton (Ohio)                                            | Raw is War                                               | Remporte le titre dans un title vs title match où son Championnat européen était également en jeu. | [ 62 ]                                                   |
| 58                                                       | Jeff Jarrett                                             | 6                                                        | 22 août 1999                                             | 56                                                       | Minneapolis (Minnesota)                                  | SummerSlam (1999)                                        | Le Championnat Européen de Brown était également en jeu, Jarrett remporte ainsi les deux titres. Il devient le 1er catcheur à gagner six fois la ceinture. | [ 63 ]                                                   |
| 59                                                       | Chyna                                                    | 1                                                        | 17 octobre 1999                                          | 56                                                       | Cleveland (Ohio)                                         | No Mercy (1999)                                          | En battant Jeff Jarrett dans un Good Housekeeping match, elle devient la première (et encore aujourd'hui la seule) femme à remporter un titre masculin dans la compagnie. | [ 64 ]                                                   |
| 60                                                       | Chris Jericho                                            | 1                                                        | 12 décembre 1999                                         | 22                                                       | Sunrise (Floride)                                        | Armageddon (1999)                                        | En battant Chyna, il remporte son premier titre à la WWF. | [ 65 ]                                                   |
| /                                                        | Chyna (2) et Chris Jericho                               | —                                                        | 3 janvier 2000                                           | 20                                                       | Miami (Floride)                                          | Raw is War                                               | Le 28 décembre 1999 (diffusé le 30 décembre 1999) à SmackDown!, un match pour le titre entre Chyna et Jericho se finissait en double tombé ; résultat, le 3 janvier 2000 à Raw is War, ils étaient reconnus comme co-champions. La WWE ne reconnait pas officiellement ce règne. | [ 66 ]                                                   |
| 61                                                       | Chris Jericho                                            | 2                                                        | 23 janvier 2000                                          | 35                                                       | New York (New York)                                      | Royal Rumble (2000)                                      | Bat Chyna et Hardcore Holly dans un Triple Threat match pour devenir champion indisputé. Il devient le 15e catcheur à gagner deux fois la ceinture. | [ 67 ]                                                   |
| 62                                                       | Kurt Angle                                               | 1                                                        | 27 février 2000                                          | 35                                                       | Hartford (Connecticut)                                   | No Way Out (2000)                                        | En battant Chris Jericho, il devient double champion puisque étant déjà champion Européen. | [ 68 ]                                                   |
| 63                                                       | Chris Benoit                                             | 1                                                        | 2 avril 2000                                             | 30                                                       | Anaheim (Californie)                                     | WrestleMania 2000                                        | Dans un Triple Threat match à deux tombés comprenant aussi Chris Jericho, dans lequel le vainqueur du premier tombé était champion Intercontinental, et le vainqueur du second champion Européen. Benoit remporte le premier. | [ 69 ]                                                   |
| 64                                                       | Chris Jericho                                            | 3                                                        | 2 mai 2000                                               | 6                                                        | Richmond (Virginie)                                      | SmackDown!                                               | Il devient le 5e catcheur à gagner trois fois la ceinture. Épisode diffusé le 4 mai. | [ 70 ]                                                   |
| 65                                                       | Chris Benoit                                             | 2                                                        | 8 mai 2000                                               | 43                                                       | Uniondale (New York                                      | Raw is War                                               | Il devient le 16e catcheur à gagner deux fois la ceinture. Triple H était le special enforcer du match. | ,                                                        |
| 66                                                       | Rikishi                                                  | 1                                                        | 20 juin 2000                                             | 14                                                       | Memphis (Tennessee)                                      | SmackDown!                                               | Épisode diffusé le 22 juin. | ,                                                        |
| 67                                                       | Val Venis                                                | 2                                                        | 4 juillet 2000                                           | 54                                                       | Fort Lauderdale (Floride)                                | SmackDown!                                               | Il devient le 17e catcheur à gagner deux fois la ceinture. Épisode diffusé le 6 juillet. | [ 75 ]                                                   |
| 68                                                       | Chyna                                                    | 2                                                        | 27 août 2000                                             | 8                                                        | Raleigh (Caroline du Nord)                               | SummerSlam (2000)                                        | Dans un mixed tag team match entre Chyna et Eddie Guerrero contre Val Venis et Trish Stratus, dans lequel celui qui faisait le tombé remportait le titre. Chyna effectuait le tombé sur Stratus. Elle devient la 18e catcheuse à gagner deux fois la ceinture. | [ 76 ]                                                   |
| 69                                                       | Eddie Guerrero                                           | 1                                                        | 4 septembre 2000                                         | 78                                                       | Knoxville (Tennessee)                                    | Raw is War                                               | Dans un Triple Threat match qui incluait également Kurt Angle. | [ 77 ]                                                   |
| 70                                                       | Billy Gunn                                               | 1                                                        | 21 novembre 2000                                         | 19                                                       | Sunrise (Floride)                                        | SmackDown!                                               | Épisode diffusé le 23 novembre. | ,                                                        |
| 71                                                       | Chris Benoit                                             | 3                                                        | 10 décembre 2000                                         | 42                                                       | Birmingham (Alabama)                                     | Armageddon (2000)                                        | Il devient le 6e catcheur à gagner trois fois la ceinture. | [ 79 ]                                                   |
| 72                                                       | Chris Jericho                                            | 4                                                        | 21 janvier 2001                                          | 72                                                       | La Nouvelle-Orléans (Louisiane)                          | Royal Rumble (2001)                                      | Dans un Ladder match. Il devient le 3e catcheur à gagner quatre fois la ceinture. | [ 80 ]                                                   |
| 73                                                       | Triple H                                                 | 3                                                        | 3 avril 2001                                             | 7                                                        | Oklahoma City (Oklahoma)                                 | SmackDown!                                               | Il devient le 7e catcheur à gagner trois fois la ceinture. Épisode diffusé le 5 avril. | [ 81 ]                                                   |
| 74                                                       | Jeff Hardy                                               | 1                                                        | 10 avril 2001                                            | 6                                                        | Philadelphie (Pennsylvanie)                              | SmackDown!                                               | Il devient le plus jeune champion de l'histoire du titre. Épisode diffusé le 12 avril. | [ 82 ]                                                   |
| 75                                                       | Triple H                                                 | 4                                                        | 16 avril 2001                                            | 34                                                       | Knoxville (Tennessee)                                    | Raw is War                                               | Il devient le 4e catcheur à gagner quatre fois la ceinture. | ,                                                        |
| 76                                                       | Kane                                                     | 1                                                        | 20 mai 2001                                              | 37                                                       | Sacramento (Californie)                                  | Judgment Day (2001)                                      | Dans un chain match. | ,                                                        |
| 77                                                       | Albert                                                   | 1                                                        | 26 juin 2001                                             | 27                                                       | New York (État de New York)                              | SmackDown!                                               | Dans un no disqualification match. Épisode diffusé le 28 juin. | ,                                                        |
| 78                                                       | Lance Storm                                              | 1                                                        | 23 juillet 2001                                          | 27                                                       | Buffalo (État de New York)                               | Raw is War                                               | Remporte le titre grâce à une intervention de Mike Awesome qui a porté un superkick sur Albert. | ,                                                        |
| 79                                                       | Edge                                                     | 2                                                        | 19 août 2001                                             | 35                                                       | San José (Californie)                                    | SummerSlam (2001)                                        | Il devient le 19e catcheur à gagner deux fois la ceinture. | [ 90 ]                                                   |
| 80                                                       | Christian                                                | 1                                                        | 23 septembre 2001                                        | 28                                                       | Pittsburgh (Pennsylvanie)                                | Unforgiven (2001)                                        | En battant Edge, il remporte son premier individuel à la WWF | [ 91 ]                                                   |
| 81                                                       | Edge                                                     | 3                                                        | 21 octobre 2001                                          | 15                                                       | Saint-Louis (Missouri)                                   | No Mercy (2001)                                          | Dans un Ladder match. Il devient le 8e catcheur à gagner trois fois la ceinture. | [ 92 ]                                                   |
| 82                                                       | Test                                                     | 1                                                        | 5 novembre 2001                                          | 13                                                       | Uniondale (État de New York)                             | Raw                                                      | En battant Edge, il remporte le titre pour la première fois et son quatrième titre individuel à la WWF. | [ 93 ]                                                   |
| 83                                                       | Edge                                                     | 4                                                        | 18 novembre 2001                                         | 63                                                       | Greensboro (Caroline du Nord)                            | Survivor Series (2001)                                   | Remporte le titre dans un unification match dans lequel le WCW United States Championship d'Edge. Il devient le 5e catcheur à gagner quatre fois la ceinture. | [ 94 ]                                                   |
| 84                                                       | William Regal                                            | 1                                                        | 20 janvier 2002                                          | 56                                                       | Atlanta (Géorgie)                                        | Royal Rumble (2002)                                      | En battant Edge, il remporte le titre pour la première fois et son troisième titre dans la compagnie. | [ 95 ]                                                   |
| World Wrestling Federation : Raw                         |                                                          |                                                          |                                                          |                                                          |                                                          |                                                          | |                                                          |
| 85                                                       | Rob Van Dam                                              | 1                                                        | 17 mars 2002                                             | 35                                                       | Toronto (Ontario) Canada                                 | WrestleMania X8                                          | Le 25 mars, la Brand Extension débute dans laquelle les catcheurs et les titres sont séparés en roster distinct. Le titre devient exclusif à Raw lorsque Van Dam y est drafté. | [ 96 ]                                                   |
| World Wrestling Entertainment : Raw                      |                                                          |                                                          |                                                          |                                                          |                                                          |                                                          | |                                                          |
| 86                                                       | Eddie Guerrero                                           | 2                                                        | 21 avril 2002                                            | 36                                                       | Kansas City (Missouri)                                   | Backlash (2002)                                          | Il devient le 20e catcheur à gagner deux fois la ceinture. Le titre prend le nom de WWE Intercontinental Championship le 6 mai après que la World Wrestling Federation devienne World Wrestling Entertainment. | ,                                                        |
| 87                                                       | Rob Van Dam                                              | 2                                                        | 27 mai 2002                                              | 63                                                       | Edmonton (Alberta) Canada                                | Raw                                                      | Dans un Ladder match. Il devient le 21e catcheur à gagner deux fois la ceinture. Le 22 juillet, il unifie le titre avec le titre européen à Raw. | [ 99 ]                                                   |
| SmackDown                                                |                                                          |                                                          |                                                          |                                                          |                                                          |                                                          | |                                                          |
| 88                                                       | Chris Benoit                                             | 4                                                        | 29 juillet 2002                                          | 27                                                       | Greensboro (Caroline du Nord)                            | Raw                                                      | Le titre devient exclusif à SmackDown dû au statut de Benoit qui est un catcheur de la branche bleue. Il devient le 6e catcheur à gagner quatre fois la ceinture. Épisode diffusé le 1er août. | [ 100 ]                                                  |
| Raw                                                      |                                                          |                                                          |                                                          |                                                          |                                                          |                                                          | |                                                          |
| 89                                                       | Rob Van Dam                                              | 3                                                        | 25 août 2002                                             | 22                                                       | Uniondale (New York                                      | SummerSlam (2002)                                        | Le titre redevient exclusif à Raw dû au statut de Van Dam qui est un catcheur de la branche rouge. Il devient le 9e catcheur à gagner trois fois la ceinture. Le lendemain à Raw, il unifie le titre avec le titre Hardcore. | [ 101 ]                                                  |
| 90                                                       | Chris Jericho                                            | 5                                                        | 16 septembre 2002                                        | 14                                                       | Denver (Colorado)                                        | Raw                                                      | Il devient le 2e catcheur à gagner cinq fois la ceinture. | [ 102 ]                                                  |
| 91                                                       | Kane                                                     | 2                                                        | 30 septembre 2002                                        | 20                                                       | Houston (Texas)                                          | Raw                                                      | Il devient le 22e catcheur à gagner deux fois la ceinture. | [ 103 ]                                                  |
| 92                                                       | Triple H                                                 | 5                                                        | 20 octobre 2002                                          | 0                                                        | North Little Rock (Arkansas)                             | No Mercy (2002)                                          | Remporte le titre dans un Unification match pour unifier le titre Intercontinental avec son World Heavyweight Championship. Il devient le 3e catcheur à gagner cinq fois la ceinture. | [ 104 ]                                                  |
| —                                                        | Unifié                                                   | —                                                        | 20 octobre 2002                                          | 210                                                      | North Little Rock (Arkansas)                             | No Mercy (2002)                                          | Unifié avec le World Heavyweight Championship de Triple H. Le titre est désactivé pour continuer la lignée du titre poids-lourds. | [ 104 ]                                                  |
| 93                                                       | Christian                                                | 2                                                        | 18 mai 2003                                              | 50                                                       | Charlotte (Caroline du Nord)                             | Judgment Day (2003)                                      | Stone Cold Steve Austin (le co-manager général de Raw) réactive le titre qui sera mis en jeu à Judgment Day 2003 dans lequel n'importe quel ancien champion intercontinental peut participer. Christian remporte le titre dans une bataille royale. Il devient le 23e catcheur à gagner deux fois la ceinture.                                                                                        | [ 105 ]                                                  |
| 94                                                       | Booker T                                                 | 1                                                        | 7 juillet 2003                                           | 34                                                       | Montréal (Québec) Canada                                 | Raw                                                      | En battant Christian, Booker T remporte le championnat Intercontinental pour la première fois et son troisième titre individuel à la WWE. | [ 106 ]                                                  |
| 95                                                       | Christian                                                | 3                                                        | 10 août 2003                                             | 50                                                       | Des Moines (Iowa)                                        | House show                                               | En prennant sa revanche sur Booker T, il devient le 10e catcheur à gagner trois fois la ceinture. | [ 107 ]                                                  |
| 96                                                       | Rob Van Dam                                              | 4                                                        | 29 septembre 2003                                        | 28                                                       | Rosemont (Illinois)                                      | Raw                                                      | Dans un Ladder match. Il devient le 7e catcheur à gagner quatre fois la ceinture. | [ 108 ]                                                  |
| 97                                                       | Chris Jericho                                            | 6                                                        | 27 octobre 2003                                          | 0 (±10 min)                                              | Fayetteville (Caroline du Nord)                          | Raw                                                      | Remporte le titre grâce à une intervention de Eric Bischoff, l'un des deux manager général de Raw. Il devient le 2e catcheur à gagner six fois la ceinture. | [ 109 ]                                                  |
| 98                                                       | Rob Van Dam                                              | 5                                                        | 27 octobre 2003                                          | 48                                                       | Fayetteville (Caroline du Nord)                          | Raw                                                      | Après la perte du titre de Van Dam, Stone Cold l'un des deux manager général de Raw officialise immédiatement un match revanche dans un Steel Cage match. Il devient le 4e catcheur à gagner cinq fois la ceinture. | [ 110 ]                                                  |
| 99                                                       | Randy Orton                                              | 1                                                        | 14 décembre 2003                                         | 210                                                      | Orlando (Floride]                                        | Armageddon (2003)                                        | Mick Foley était l'arbitre spécial du match. | [ 111 ]                                                  |
| 100                                                      | Edge                                                     | 5                                                        | 11 juillet 2004                                          | 57                                                       | Hartford (Connecticut)                                   | Vengeance (2004)                                         | Il devient le 5e catcheur à gagner cinq fois la ceinture. | [ 112 ]                                                  |
| —                                                        | Vacant                                                   | 8                                                        | 6 septembre 2004                                         | 6                                                        | Wichita Falls (Texas)                                    | Raw                                                      | À la suite d'une blessure d'Edge. | [ 112 ]                                                  |
| 101                                                      | Chris Jericho                                            | 7                                                        | 12 septembre 2004                                        | 37                                                       | Portland (Oregon)                                        | Unforgiven (2004)                                        | Bat Christian dans un Ladder match. Il devient le 1er catcheur à gagner sept fois la ceinture. | [ 113 ]                                                  |
| 102                                                      | Shelton Benjamin                                         | 1                                                        | 19 octobre 2004                                          | 244                                                      | Milwaukee (Arizona)                                      | Taboo Tuesday (2004)                                     | Shelton Benjamin obtient son match pour le titre grâce au thème de l'événement où les fans ont voté pour décider qui devait affronter Chris Jericho. Benjamin a remporté le plus de voix. | ,                                                        |
| 103                                                      | Carlito                                                  | 1                                                        | 20 juin 2005                                             | 90                                                       | Phoenix (Arizona)                                        | Raw                                                      | En battant Shelton Benjamin, il remporte le titre pour la première fois et son deuxième titre personnel. | [ 116 ]                                                  |
| 104                                                      | Ric Flair                                                | 1                                                        | 18 septembre 2005                                        | 155                                                      | Oklahoma City (Oklahoma)                                 | Unforgiven (2005)                                        | En battant Carlito, il devient le plus vieux champion de l'histoire du titre et le 13e Triple Crown Champion. | [ 117 ]                                                  |
| 105                                                      | Shelton Benjamin                                         | 2                                                        | 20 février 2006                                          | 69                                                       | Trenton (New Jersey)                                     | Raw                                                      | Il devient le 24e catcheur à gagner deux fois la ceinture. | [ 118 ]                                                  |
| 106                                                      | Rob Van Dam                                              | 6                                                        | 30 avril 2006                                            | 15                                                       | Lexington (Kentucky)                                     | Backlash (2006)                                          | Le contrat du Money in the Bank de Van Dam était également en jeu. Il devient le 3e catcheur à gagner six fois la ceinture. | [ 119 ]                                                  |
| 107                                                      | Shelton Benjamin                                         | 3                                                        | 15 mai 2006                                              | 41                                                       | Lubbock (Texas)                                          | Raw                                                      | Remporte le titre dans un 3-on-2 handicap match comprenant Benjaminn Chris Masters et Triple H contre le WWE Champion John Cena et le champion Intercontinental Rob Vam Dam où si quelqu'un faisait le tombé sur Cena ou Van Dam, il remportait leur titre respectif. Benjamin fait le tombé sur Van Dam. Il devient le 11e catcheur à gagner trois fois la ceinture.                                 | [ 120 ]                                                  |
| 108                                                      | Johnny Nitro                                             | 1                                                        | 25 juin 2006                                             | 99                                                       | Charlotte (Caroline du Nord)                             | Vengeance (2006)                                         | Dans un Triple Threat match qui incluait également Carlito. | [ 121 ]                                                  |
| 109                                                      | Jeff Hardy                                               | 2                                                        | 2 octobre 2006                                           | 35                                                       | Topeka (Kansas)                                          | Raw                                                      | Il devient le 25e catcheur à gagner deux fois la ceinture. | [ 122 ]                                                  |
| 110                                                      | Johnny Nitro                                             | 2                                                        | 6 novembre 2006                                          | 7                                                        | Columbus (Ohio)                                          | Raw                                                      | En prenant sa revanche sur Jeff Hardy dans un No Disqualification match. Il devient le 26e catcheur à gagner deux fois la ceinture. | [ 123 ]                                                  |
| 111                                                      | Jeff Hardy                                               | 3                                                        | 13 novembre 2006                                         | 98                                                       | Manchester ( Angleterre)                                 | Raw                                                      | En prenant sa revanche sur Johnny Nitro, il devient le 12e catcheur à gagner trois fois la ceinture. | [ 124 ]                                                  |
| 112                                                      | Umaga                                                    | 1                                                        | 19 février 2007                                          | 56                                                       | Bakersfield (Californie)                                 | Raw                                                      | En battant Jeff Hardy, il remporte son premier titre à la WWE. | [ 125 ]                                                  |
| 113                                                      | Santino Marella                                          | 1                                                        | 16 avril 2007                                            | 77                                                       | Milan ( Italie)                                          | Raw                                                      | Dans un No Holds Barred match. Santino a été "choisi parmi le public" par Vince McMahon. | [ 126 ]                                                  |
| 114                                                      | Umaga                                                    | 2                                                        | 2 juillet 2007                                           | 62                                                       | Dallas (Texas)                                           | Raw                                                      | Il devient le 27e catcheur à gagner deux fois la ceinture. | [ 127 ]                                                  |
| 115                                                      | Jeff Hardy                                               | 4                                                        | 2 septembre 2007                                         | 190                                                      | Columbus (Ohio)                                          | Raw                                                      | Il devient le 8e catcheur à gagner quatre fois la ceinture. Épisode diffusé le 3 septembre. | [ 128 ]                                                  |
| 116                                                      | Chris Jericho                                            | 8                                                        | 10 mars 2008                                             | 111                                                      | Milwaukee (Wisconsin)                                    | Raw                                                      | Il devient le 1er catcheur à gagner huit fois la ceinture. | [ 129 ]                                                  |
| 117                                                      | Kofi Kingston                                            | 1                                                        | 29 juin 2008                                             | 49                                                       | Dallas (Texas)                                           | Night of Champions (2008)                                | En battant Chris Jericho, il remporte son tout premier titre à la WWE. | [ 130 ]                                                  |
| 118                                                      | Santino Marella                                          | 2                                                        | 17 août 2008                                             | 85                                                       | Indianapolis (Indiana)                                   | SummerSlam (2008)                                        | Dans un Mixed Tag Team match avec Beth Phoenix où le WWE Women's Championship de Mickie James était également en jeu. Il devient le 28e catcheur à gagner deux fois la ceinture. | [ 131 ]                                                  |
| 119                                                      | William Regal                                            | 2                                                        | 10 novembre 2008                                         | 70                                                       | Manchester ( Angleterre)                                 | Raw                                                      | Il devient le 29e catcheur à gagner deux fois la ceinture. | [ 132 ]                                                  |
| 120                                                      | CM Punk                                                  | 1                                                        | 19 janvier 2009                                          | 49                                                       | Rosemont (Illinois)                                      | Raw                                                      | Dans un No Disqualification match. En battant William Regam, il devient le 19e Triple Crown Champion. | [ 133 ]                                                  |
| 121                                                      | JBL                                                      | 1                                                        | 9 mars 2009                                              | 27                                                       | Jacksonville (Floride)                                   | Raw                                                      | En battant CM Punk, il devient le 20e Triple Crown Champion. | [ 134 ]                                                  |
| SmackDown                                                |                                                          |                                                          |                                                          |                                                          |                                                          |                                                          | |                                                          |
| 122                                                      | Rey Mysterio                                             | 1                                                        | 5 avril 2009                                             | 63                                                       | Houston (Texas)                                          | WrestleMania 25                                          | En battant JBL, il devient le 21e Triple Crown Champion. Le titre devient exclusif à Smackdown le 13 avril à la suite de la Draft. | [ 135 ]                                                  |
| 123                                                      | Chris Jericho                                            | 9                                                        | 7 juin 2009                                              | 21                                                       | La Nouvelle-Orléans (Louisiane)                          | Extreme Rules (2009)                                     | Dans un No Holds Barred match. Il devient le 1er (encore encore aujourd'hui le seul) catcheur à gagner neuf fois la ceinture. | [ 136 ]                                                  |
| 124                                                      | Rey Mysterio                                             | 2                                                        | 28 juin 2009                                             | 65                                                       | Sacramento (Californie)                                  | The Bash (2009)                                          | Dans un match Title vs Mask. Il devient le 30e catcheur à gagner deux fois la ceinture. | [ 137 ]                                                  |
| 125                                                      | John Morrison                                            | 3                                                        | 1er septembre 2009                                       | 103                                                      | Cleveland (Ohio)                                         | SmackDown                                                | Il devient le 13e catcheur à gagner trois fois la ceinture. Épisode diffusé le 4 septembre. Ses 2 premiers règnes était sous le nom de Johnny Nitro. | [ 138 ]                                                  |
| 126                                                      | Drew McIntyre                                            | 1                                                        | 13 décembre 2009                                         | 161                                                      | San Antonio (Texas)                                      | TLC: Tables, Ladders and Chairs (2009)                   | Le 7 mai 2010, le manager général de SmackDown Theodore Long suspend McIntyre et rend le titre vacant. La semaine suivante à SmackDown, Kofi Kingston remporte un tournoi pour devenir le nouveau champion mais Vince McMahon revient sur la décision de Long pour annuler la victoire de Kingston et continue le règne de McIntyre.                                                                  | ,                                                        |
| 127                                                      | Kofi Kingston                                            | 2                                                        | 23 mai 2010                                              | 66                                                       | Détroit (Michigan)                                       | Over the Limit (2010)                                    | Il devient le 31e catcheur à gagner deux fois la ceinture. | [ 141 ]                                                  |
| 128                                                      | Dolph Ziggler                                            | 1                                                        | 28 juillet 2010                                          | 160                                                      | Laredo (Texas)                                           | SmackDown                                                | En prenant sa revanche sur Kofi Kingston, il remporte son premier titre à individuel. Épisode diffusé le 6 août. | [ 142 ]                                                  |
| 129                                                      | Kofi Kingston                                            | 3                                                        | 4 janvier 2011                                           | 77                                                       | Tucson (Arizona)                                         | SmackDown                                                | En prenant sa revanche sur Dolph Ziggler, il devient le 14e catcheur à gagner trois fois la ceinture. Épisode diffusé le 7 janvier. | [ 143 ]                                                  |
| 130                                                      | Wade Barrett                                             | 1                                                        | 22 mars 2011                                             | 89                                                       | Colombus (Ohio)                                          | SmackDown                                                | Épisode diffusé le 25 mars. | [ 144 ]                                                  |
| 131                                                      | Ezekiel Jackson                                          | 1                                                        | 19 juin 2011                                             | 51                                                       | Washington D.C.                                          | Capitol Punishment                                       | En battant Wade Barrett, il remporte le titre pour la première fois et son deuxième titre individuel | [ 145 ]                                                  |
| World Wrestling Entertainment                            |                                                          |                                                          |                                                          |                                                          |                                                          |                                                          | |                                                          |
| 132                                                      | Cody Rhodes                                              | 1                                                        | 9 août 2011                                              | 236                                                      | Sacramento (Californie)                                  | SmackDown                                                | Épisode diffusé le 12 août. Le 29 août le WWE abandonne le système de roster séparé permettant à tous les champions de défendre leurs titres à Raw comme à Smackdown. | [ 146 ]                                                  |
| 133                                                      | Big Show                                                 | 1                                                        | 1er avril 2012                                           | 28                                                       | Miami (Floride)                                          | WrestleMania XXVIII                                      | En battant Cody Rhodes, il devient le 4e Grand Slam Champion dans le format 2015, le 12e Grand Slam Champion dans le format original et 24e Triple Crown Champion. | [ 147 ]                                                  |
| 134                                                      | Cody Rhodes                                              | 2                                                        | 29 avril 2012                                            | 21                                                       | Rosemont (Illinois)                                      | Extreme Rules (2012)                                     | Dans un Tables match. Il devient le 32e catcheur à gagner deux fois la ceinture. | [ 147 ]                                                  |
| 135                                                      | Christian                                                | 4                                                        | 20 mai 2012                                              | 64                                                       | Raleigh (Caroline du Nord)                               | Over the Limit (2012)                                    | Il devient le 9e catcheur à gagner quatre fois la ceinture. | [ 148 ]                                                  |
| 136                                                      | The Miz                                                  | 1                                                        | 23 juillet 2012                                          | 85                                                       | Saint-Louis (Missouri)                                   | Raw 1000                                                 | En remportant le titre, il devient le 5e Grand Slam Champion et 25e Triple Crown Champion. | [ 149 ]                                                  |
| 137                                                      | Kofi Kingston                                            | 4                                                        | 16 octobre 2012                                          | 74                                                       | Memphis (Tennessee)                                      | Main Event                                               | Il devient le 10e catcheur à gagner quatre fois la ceinture. Épisode diffusé le 17 octobre. | [ 150 ]                                                  |
| 138                                                      | Wade Barrett                                             | 2                                                        | 29 décembre 2012                                         | 99                                                       | Washington D.C.                                          | Raw                                                      | Il devient le 33e catcheur à gagner deux fois la ceinture. Épisode diffusé le 31 décembre. | [ 151 ]                                                  |
| 139                                                      | The Miz                                                  | 2                                                        | 7 avril 2013                                             | 1                                                        | East Rutherford (New Jersey)                             | WrestleMania 29                                          | Il devient le 34e catcheur à gagner deux fois la ceinture. | [ 152 ]                                                  |
| 140                                                      | Wade Barrett                                             | 3                                                        | 8 avril 2013                                             | 69                                                       | East Rutherford (New Jersey)                             | Raw                                                      | En prenant sa revanche sur The Miz, Il devient le 15e catcheur à gagner trois fois la ceinture. | [ 153 ]                                                  |
| 141                                                      | Curtis Axel                                              | 1                                                        | 16 juin 2013                                             | 155                                                      | Rosemont (Illinois)                                      | Payback (2013)                                           | Remporte le titre dans un Triple Threat Match incluant The Miz. | [ 154 ]                                                  |
| 142                                                      | Big E                                                    | 1                                                        | 18 novembre 2013                                         | 167                                                      | Nashville (Tennessee)                                    | Raw                                                      | Durant son règne son nom sera raccourci de Big E Langston à simplement Big E. | [ 155 ]                                                  |
| 143                                                      | Bad News Barrett                                         | 4                                                        | 4 mai 2014                                               | 57                                                       | East Rutherford (New Jersey)                             | Extreme Rules (2014)                                     | Il devient le 11e catcheur à gagner quatre fois la ceinture. Ses 3 premiers règnes était sous le nom de Wade Barrett. | [ 156 ]                                                  |
| —                                                        | Vacant                                                   | 9                                                        | 30 juin 2014                                             | 20                                                       | Hartford (Connecticut)                                   | Raw                                                      | À la suite d'une blessure à l'épaule de Barrett | [ 157 ]                                                  |
| 144                                                      | The Miz                                                  | 3                                                        | 20 juillet 2014                                          | 28                                                       | Tampa (Floride)                                          | Battleground (2014)                                      | Remporte une bataille royale pour devenir le nouveau champion en éliminant en dernier Dolph Ziggler. Il devient le 16e catcheur à gagner trois fois la ceinture. | [ 158 ]                                                  |
| 145                                                      | Dolph Ziggler                                            | 2                                                        | 17 août 2014                                             | 35                                                       | Los Angeles (Californie)                                 | SummerSlam (2014)                                        | Il devient le 35e catcheur à gagner deux fois la ceinture. | [ 159 ]                                                  |
| 146                                                      | The Miz                                                  | 4                                                        | 21 septembre 2014                                        | 1                                                        | Nashville (Tennessee)                                    | Night of Champions (2014)                                | Il devient le 12e catcheur à gagner quatre fois la ceinture. | [ 160 ]                                                  |
| 147                                                      | Dolph Ziggler                                            | 3                                                        | 22 septembre 2014                                        | 56                                                       | Memphis (Tennessee)                                      | Raw                                                      | En prenant sa revanche sur The Miz, il devient le 17e catcheur à gagner trois fois la ceinture. | [ 161 ]                                                  |
| 148                                                      | Luke Harper                                              | 1                                                        | 17 novembre 2014                                         | 27                                                       | Roanoke (Virginie                                        | Raw                                                      | Avant le match, Dolph Ziggler a été attaqué avant le match par Joey Mercury et Jamie Noble. | [ 162 ]                                                  |
| 149                                                      | Dolph Ziggler                                            | 4                                                        | 14 décembre 2014                                         | 22                                                       | Cleveland (Ohio)                                         | TLC: Tables, Ladders and Chairs (2014)                   | Remporte le titre dans un Ladder match. Il devient le 13e catcheur à gagner quatre fois la ceinture. | [ 163 ]                                                  |
| 150                                                      | Bad News Barrett                                         | 5                                                        | 5 janvier 2015                                           | 83                                                       | Corpus Christi (Texas)                                   | Raw                                                      | Dolph Ziggler avait initialement conservé son titre mais le directeur des opérations Kane à transformé le match en Two Out of Three Falls match que Barrett remporte. Il devient le 6e catcheur à gagner cinq fois la ceinture. | [ 164 ]                                                  |
| 151                                                      | Daniel Bryan                                             | 1                                                        | 29 mars 2015                                             | 43                                                       | Santa Clara (Californie)                                 | WrestleMania 31                                          | Bat Bad News Barrett, Dolph Ziggler, R-Truth, Dean Ambrose, Luke Harper et Stardust dans un Ladder match. De ce fait, il devient également 6e Grand Slam Champion et 26e Triple Crown Champion. | [ 165 ]                                                  |
| —                                                        | Vacant                                                   | 10                                                       | 11 mai 2015                                              | 20                                                       | Cincinnati (Ohio)                                        | Raw                                                      | Titre vacant pour cause de blessure de Daniel Bryan. | [ 166 ]                                                  |
| 152                                                      | Ryback                                                   | 1                                                        | 31 mai 2015                                              | 112                                                      | Corpus Christi (Texas)                                   | Elimination Chamber (2015)                               | Dans un Elimination Chamber match, en battant Sheamus, Dolph Ziggler, Mark Henry, R-Truth et King Barrett. | [ 167 ]                                                  |
| 153                                                      | Kevin Owens                                              | 1                                                        | 20 septembre 2015                                        | 84                                                       | Houston (Texas)                                          | Night of Champions (2015)                                | En battant Ryback. Il remporte le titre pour la première fois de sa carrière et son second titre personnel. | [ 168 ]                                                  |
| 154                                                      | Dean Ambrose                                             | 1                                                        | 13 décembre 2015                                         | 64                                                       | Boston (Massachusetts)                                   | TLC: Tables, Ladders & Chairs (2015)                     | En battant Kevin Owens. Il remporte le titre pour la première fois de sa carrière et son second titre personnel. | [ 169 ]                                                  |
| 155                                                      | Kevin Owens                                              | 2                                                        | 15 février 2016                                          | 48                                                       | Anaheim (Californie)                                     | Raw                                                      | En prenant sa revanche sur Dean Ambrose incluant Dolph Ziggler, Stardust et Tyler Breeze dans un Fatal 5-Way match. Il devient le 36e catcheur à gagner deux fois la ceinture. | [ 170 ]                                                  |
| 156                                                      | Zack Ryder                                               | 1                                                        | 3 avril 2016                                             | 1                                                        | Arlington (Texas)                                        | WrestleMania 32                                          | En battant Kevin Owens, Dolph Ziggler, Sin Cara, Sami Zayn, Stardust et The Miz dans un Ladder match. Il remporte le titre pour la première fois de sa carrière. | [ 171 ]                                                  |
| SmackDown                                                |                                                          |                                                          |                                                          |                                                          |                                                          |                                                          | |                                                          |
| 157                                                      | The Miz                                                  | 5                                                        | 4 avril 2016                                             | 188                                                      | Dallas (Texas)                                           | Raw                                                      | En battant Zack Ryder. Il devient le 7e catcheur à gagner cinq fois la ceinture. Le 19 juillet lors du retour de la Brand Extension, il est officiellement transféré à SmackDown Live, ce qui fait que le titre devient la propriété du show bleu. | [ 172 ]                                                  |
| 158                                                      | Dolph Ziggler                                            | 5                                                        | 9 octobre 2016                                           | 37                                                       | Sacramento (Californie)                                  | No Mercy (2016)                                          | En battant le Miz dans un Title vs. Career match. Il devient le 8e catcheur à gagner cinq fois la ceinture. | [ 173 ]                                                  |
| 159                                                      | The Miz                                                  | 6                                                        | 15 novembre 2016                                         | 49                                                       | Wilkes-Barre (Pennsylvanie)                              | SmackDown Live                                           | En prenant sa revanche sur Dolph Ziggler. Il devient le 4e catcheur à gagner six fois la ceinture. | [ 174 ]                                                  |
| Raw                                                      |                                                          |                                                          |                                                          |                                                          |                                                          |                                                          | |                                                          |
| 160                                                      | Dean Ambrose                                             | 2                                                        | 3 janvier 2017                                           | 152                                                      | Jacksonville (Floride)                                   | SmackDown Live                                           | En battant le Miz. Il devient le 37e catcheur à gagner deux fois la ceinture. Le 10 avril lors du Superstar Shake-Up 2017, il est officiellement transféré à Raw, ce qui fait que le titre devient la propriété du show rouge. | [ 175 ]                                                  |
| 161                                                      | The Miz                                                  | 7                                                        | 4 juin 2017                                              | 169                                                      | Baltimore (Maryland)                                     | Extreme Rules (2017)                                     | En prenant sa revanche sur Dean Ambrose. Il devient le 2e catcheur à gagner sept fois la ceinture. | [ 176 ]                                                  |
| 162                                                      | Roman Reigns                                             | 1                                                        | 20 novembre 2017                                         | 63                                                       | Houston (Texas)                                          | Raw                                                      | En battant le Miz. Il remporte le titre pour la première fois de sa carrière et son troisième titre personnel. De ce fait, il devient également 10e Grand Slam Champion et 28e Triple Crown Champion. | [ 177 ]                                                  |
| 163                                                      | The Miz                                                  | 8                                                        | 22 janvier 2018                                          | 76                                                       | Brooklyn (New York)                                      | Raw 25 Years                                             | En prenant sa revanche sur Roman Reigns. Il devient le 2e catcheur à gagner huit fois la ceinture. | [ 178 ]                                                  |
| 164                                                      | Seth Rollins                                             | 1                                                        | 8 avril 2018                                             | 71                                                       | La Nouvelle-Orléans (Louisiane)                          | WrestleMania 34                                          | En battant The Miz et Finn Bálor dans un Triple Threat match. Il remporte le titre pour la première fois de sa carrière et son quatrième titre personnel. De ce fait, il devient également 11e Grand Slam Champion et 29e Triple Crown Champion. | [ 179 ]                                                  |
| 165                                                      | Dolph Ziggler                                            | 6                                                        | 18 juin 2018                                             | 62                                                       | Grands Rapids (Michigan)                                 | Raw                                                      | En battant Seth Rollins, à la suite d'un Open Challenge lancé par ce dernier. Il devient le 5e catcheur à gagner six fois la ceinture. | [ 180 ]                                                  |
| 166                                                      | Seth Rollins                                             | 2                                                        | 19 août 2018                                             | 119                                                      | Brooklyn (New York)                                      | SummerSlam (2018)                                        | En prenant sa revanche sur Dolph Ziggler. Il devient le 38e catcheur à gagner deux fois la ceinture. | [ 181 ]                                                  |
| 167                                                      | Dean Ambrose                                             | 3                                                        | 16 décembre 2018                                         | 29                                                       | San José (Californie)                                    | TLC: Tables, Ladders and Chairs (2018)                   | En battant Seth Rollins. Il devient le 18e catcheur à gagner trois fois la ceinture. | [ 182 ]                                                  |
| 168                                                      | Bobby Lashley                                            | 1                                                        | 14 janvier 2019                                          | 34                                                       | Memphis (Tennessee)                                      | Raw                                                      | En battant Dean Ambrose et Seth Rollins dans un Triple Threat match. Il remporte le titre pour la première fois de sa carrière et son troisième titre personnel dans le roster principal. | [ 183 ]                                                  |
| 169                                                      | Finn Bálor                                               | 1                                                        | 17 février 2019                                          | 22                                                       | Houston (Texas)                                          | Elimination Chamber (2019)                               | En battant Lio Rush et Bobby Lashley dans un 1-on-2 Handicap match. Il remporte le titre pour la première fois de sa carrière et son second titre personnel dans le roster principal. | [ 184 ]                                                  |
| 170                                                      | Bobby Lashley                                            | 2                                                        | 11 mars 2019                                             | 27                                                       | Pittsburgh (Pennsylvanie)                                | Raw                                                      | En prenant sa revanche sur Finn Bálor. Il devient le 39e catcheur à gagner deux fois la ceinture. | [ 185 ]                                                  |
| SmackDown                                                |                                                          |                                                          |                                                          |                                                          |                                                          |                                                          | |                                                          |
| 171                                                      | Finn Bálor                                               | 2                                                        | 7 avril 2019                                             | 98                                                       | East Rutherford (New Jersey)                             | WrestleMania 35                                          | En prenant sa revanche sur Bobby Lashley sous sa forme du Demon King. Il devient le 40e catcheur à gagner deux fois la ceinture. Après sa victoire, le titre devient la propriété du show bleu à la suite du Superstar Shake UP 2019. | [ 186 ]                                                  |
| 172                                                      | Shinsuke Nakamura                                        | 1                                                        | 14 juillet 2019                                          | 201                                                      | Philadelphie (Pennsylvanie)                              | Extreme Rules (2019)                                     | En battant Finn Bálor. Il remporte le titre pour la première fois de sa carrière et son second titre personnel dans le roster principal. Le 22 novembre à SmackDown, le titre change de design. | ,                                                        |
| 173                                                      | Braun Strowman                                           | 1                                                        | 31 janvier 2020                                          | 37                                                       | Tulsa (Oklahoma)                                         | Super SmackDown                                          | En battant Shinsuke Nakamura. Il remporte le titre pour la première fois de sa carrière et son premier titre personnel dans le roster principal. | [ 189 ]                                                  |
| 174                                                      | Sami Zayn                                                | 1                                                        | 8 mars 2020                                              | 65                                                       | Philadelphie (Pennsylvanie)                              | Elimination Chamber (2020)                               | En battant Braun Strowman dans un 3-on-1 Handicap Match avec l'aide de Cesaro et Shinsuke Nakamura. Il remporte le titre pour la première fois de sa carrière et son premier titre personnel dans le roster principal. | [ 190 ]                                                  |
| —                                                        | Vacant                                                   | 11                                                       | 12 mai 2020                                              | 27                                                       | —                                                        | —                                                        | À la suite du retrait des rings de Sami Zayn dû à la pandémie de COVID-19, le titre est retiré au Canadien et redevient vacant. Un tournoi sera organisé pour couronner un nouveau champion. | [ 191 ]                                                  |
| 175                                                      | AJ Styles                                                | 1                                                        | 8 juin 2020                                              | 74                                                       | Orlando (Floride)                                        | SmackDown                                                | En battant Daniel Bryan en finale du tournoi. Il remporte le titre pour la première fois de sa carrière et son troisième titre personnel dans le roster principal. Épisode diffusé le 12 juin. | [ 192 ]                                                  |
| 176                                                      | Jeff Hardy                                               | 5                                                        | 21 août 2020                                             | 37                                                       | Orlando (Floride)                                        | SmackDown                                                | En battant AJ Styles. Il devient le 9e catcheur à gagner cinq fois la ceinture. | [ 193 ]                                                  |
| 177                                                      | Sami Zayn                                                | 2                                                        | 27 septembre 2020                                        | 86                                                       | Orlando (Floride)                                        | Clash of Champions (2020)                                | En battant Jeff Hardy et AJ Styles dans un Triple Threat Ladder match. Il devient le 41e catcheur à gagner deux fois la ceinture. | [ 194 ]                                                  |
| 178                                                      | Big E                                                    | 2                                                        | 22 décembre 2020                                         | 110                                                      | St. Petersburg (Floride)                                 | SmackDown                                                | En battant Sami Zayn dans un Lumberjack match. Il devient le 42e catcheur à gagner deux fois la ceinture. Épisode diffusé le 25 décembre. | [ 195 ]                                                  |
| 179                                                      | Apollo Crews                                             | 1                                                        | 11 avril 2021                                            | 124                                                      | Tampa (Floride)                                          | WrestleMania 37                                          | En battant Big E dans un Nigerian Drum Fight. Il remporte le titre pour la première fois de sa carrière et son second titre personnel dans le roster principal. | [ 196 ]                                                  |
| 180                                                      | King Nakamura                                            | 2                                                        | 13 août 2021                                             | 182                                                      | Tulsa (Oklahoma)                                         | SmackDown                                                | En battant Apollo Crews. Il devient le 43e catcheur à gagner deux fois la ceinture. | [ 197 ]                                                  |
| 181                                                      | Sami Zayn                                                | 3                                                        | 11 février 2022                                          | 21                                                       | La Nouvelle-Orléans (Louisiane)                          | SmackDown                                                | En battant Shinsuke Nakamura. Il devient le 19e catcheur à gagner trois fois la ceinture. Épisode diffusé le 18 février. | [ 198 ]                                                  |
| 182                                                      | Ricochet                                                 | 1                                                        | 4 mars 2022                                              | 98                                                       | Miami (Floride)                                          | SmackDown                                                | En battant Sami Zayn, aidé par une distraction de Johnny Knoxville. Il remporte le titre pour la première fois de sa carrière et son second titre personnel dans le roster principal. | [ 199 ]                                                  |
| Raw                                                      |                                                          |                                                          |                                                          |                                                          |                                                          |                                                          | |                                                          |
| 183                                                      | Gunther                                                  | 1                                                        | 10 juin 2022                                             | 666                                                      | Baton Rouge (Louisiane)                                  | SmackDown                                                | En battant Ricochet. Il remporte le titre pour la première fois de sa carrière, son second titre personnel et son premier titre personnel dans le roster principal. Le 1er mai 2023 lors du Draft, il est officiellement transféré à Raw, ce qui fait que le titre devient la propriété du show rouge. Depuis le 8 septembre 2023, il détient le record du règne le plus long de l'histoire du titre. | [ 200 ]                                                  |
| 184                                                      | Sami Zayn                                                | 4                                                        | 6 avril 2024                                             | 119                                                      | Philadelphie (Pennsylvanie)                              | WrestleMania XL                                          | En battant Gunther. Il devient le 14e catcheur à gagner quatre fois la ceinture. | [ 201 ]                                                  |
| 185                                                      | Bron Breakker                                            | 1                                                        | 3 août 2024                                              | 51                                                       | Cleveland (Ohio)                                         | SummerSlam (2024)                                        | En battant Sami Zayn, il remporte le titre pour la première fois de sa carrière. Il s'agit de son tout premier titre dans le roster principal. | [ 202 ]                                                  |
| 186                                                      | Jey Uso                                                  | 1                                                        | 23 septembre 2024                                        | 28                                                       | Ontario (Californie)                                     | Raw                                                      | En battant Bron Breakker. Il remporte le premier titre individuel de sa carrière de catcheur. | [ 203 ]                                                  |
| 187                                                      | Bron Breakker                                            | 2                                                        | 21 octobre 2024                                          | 181                                                      | Philadelphie (Pennsylvanie)                              | Raw                                                      | En prenant sa revanche sur Jey Uso grâce à une distraction de la Bloodline. Il devient le 44e catcheur à gagner deux fois la ceinture | [ 204 ]                                                  |
| 188                                                      | Dominik Mysterio                                         | 1                                                        | 20 avril 2025                                            | 121+                                                     | Paradise (Nevada)                                        | WrestleMania 41                                          | Remporte le titre dans un Fatal Four Way match incluant Penta et Finn Bálor en effectuant le tombé sur ce dernier. | [ 205 ]                                                  |

## Règnes combinés
| Signe | Notes                                 |
| ----- | ------------------------------------- |
|       | Lutteur travaillant toujours à Raw    |
|       | Lutteur travaillant toujours à la WWE |

| Rang | Champion                 | Règnes | Jours | 1re victoire   |
| ---- | ------------------------ | ------ | ----- | -------------- |
| 1    | Gunther                  | 1      | 666   | 10 juin 2022   |
| 2    | Pedro Morales †          | 2      | 619   | 8 déc. 1980    |
| 3    | The Miz                  | 8      | 597   | 23 juill. 2012 |
| 4    | Don Muraco               | 2      | 541   | 20 juin 1981   |
| 5    | Honky Tonk Man           | 1      | 454   | 2 juin 1987    |
| 6    | Tito Santana             | 2      | 443   | 11 fév. 1984   |
| 7    | Razor Ramon †            | 4      | 437   | 27 sept. 1993  |
| 8    | The Ultimate Warrior †   | 2      | 432   | 29 août 1988   |
| 9    | Randy Savage †           | 1      | 414   | 8 fév. 1986    |
| 10   | Mr. Perfect †            | 2      | 406   | 23 avr. 1990   |
| 10   | Shawn Michaels           | 3      | 406   | 27 oct. 1992   |
| 12   | Bad News Barrett         | 5      | 397   | 22 mars 2011   |
| 13   | Shinsuke Nakamura        | 2      | 383   | 14 juill. 2019 |
| 14   | Dolph Ziggler            | 6      | 372   | 28 juill. 2010 |
| 15   | Jeff Hardy               | 5      | 366   | 10 avr. 2001   |
| 16   | Shelton Benjamin         | 3      | 354   | 19 oct. 2004   |
| 17   | The Rock                 | 2      | 339   | 13 fév. 1997   |
| 18   | Chris Jericho            | 9      | 318   | 12 déc. 1999   |
| 19   | Jeff Jarrett             | 6      | 298   | 22 janv. 1995  |
| 20   | Sami Zayn                | 4      | 291   | 8 mars 2020    |
| 21   | Bret Hart                | 2      | 290   | 26 août 1991   |
| 22   | Greg Valentine           | 1      | 285   | 24 sept. 1984  |
| 23   | Big E                    | 2      | 277   | 18 nov. 2013   |
| 24   | Kofi Kingston            | 4      | 266   | 29 juin 2008   |
| 25   | Cody Rhodes              | 2      | 257   | 9 août 2011    |
| 26   | Dean Ambrose             | 3      | 245   | 13 déc. 2015   |
| 27   | Pat Patterson †          | 1      | 233   | 1er sept. 1979 |
| 28   | Bron Breakker            | 2      | 232   | 3 août 2024    |
| 29   | Ken Patera               | 1      | 231   | 21 avr. 1980   |
| 30   | Rob Van Dam              | 6      | 211   | 17 mars 2002   |
| 31   | Randy Orton              | 1      | 210   | 14 déc. 2003   |
| 32   | John Morrison            | 3      | 209   | 25 juin 2006   |
| 33   | Triple H                 | 5      | 196   | 21 oct. 1996   |
| 34   | Christian                | 4      | 192   | 23 sept. 2001  |
| 35   | Seth Rollins             | 2      | 190   | 8 avr. 2018    |
| 36   | Edge                     | 5      | 171   | 24 juill. 1999 |
| 37   | Goldust                  | 3      | 168   | 21 janv. 1996  |
| —    | Vacant                   | 11     | 167   | —              |
| 38   | Santino Marella          | 2      | 162   | 16 avr. 2007   |
| 39   | Drew McIntyre            | 1      | 161   | 13 déc. 2009   |
| 40   | Curtis Axel              | 1      | 155   | 16 juin 2013   |
| 40   | Ric Flair                | 1      | 155   | 18 sept. 2005  |
| 42   | Rick Rude †              | 1      | 148   | 2 avr. 1989    |
| 43   | Chris Benoit †           | 4      | 142   | 2 avr. 2000    |
| 44   | Diesel                   | 1      | 138   | 13 avr. 1994   |
| 45   | Kevin Owens              | 2      | 132   | 20 sept. 2015  |
| 45   | Owen Hart †              | 2      | 132   | 28 avr. 1997   |
| 47   | Rey Mysterio             | 2      | 128   | 5 avr. 2009    |
| 48   | William Regal            | 2      | 126   | 20 janv. 2002  |
| 49   | Ken Shamrock             | 1      | 125   | 12 oct. 1998   |
| 50   | Apollo Crews             | 1      | 124   | 11 avr. 2021   |
| 51   | Finn Bálor               | 2      | 120   | 17 fév. 2019   |
| 52   | Umaga †                  | 2      | 118   | 19 fév. 2007   |
| 53   | Eddie Guerrero †         | 2      | 114   | 4 sept. 2000   |
| 54   | Ryback                   | 1      | 112   | 31 mai 2015    |
| 55   | Dominik Mysterio         | 1      | 121+  | 20 avr. 2025   |
| 56   | Ricochet                 | 1      | 98    | 4 mars 2022    |
| 57   | Carlito                  | 1      | 90    | 20 juin 2005   |
| 58   | Texas Tornado †          | 1      | 84    | 27 août 1990   |
| 59   | Val Venis                | 2      | 83    | 14 fév. 1999   |
| 60   | Roddy Piper †            | 1      | 77    | 19 janv. 1992  |
| 61   | A.J. Styles              | 1      | 74    | 8 juin 2020    |
| 62   | Ricky Steamboat          | 1      | 65    | 29 mars 1987   |
| 62   | Steve Austin             | 2      | 65    | 3 août 1997    |
| 64   | Chyna †                  | 2      | 64    | 17 oct. 1999   |
| 65   | Roman Reigns             | 1      | 63    | 20 nov. 2017   |
| 66   | Bobby Lashley            | 2      | 61    | 14 janv. 2019  |
| 67   | British Bulldog †        | 1      | 59    | 29 août 1992   |
| 68   | Kane                     | 2      | 57    | 20 mai 2001    |
| 69   | Ezekiel Jackson          | 1      | 51    | 19 juin 2011   |
| 70   | Ahmed Johnson            | 1      | 50    | 23 juin 1996   |
| 71   | CM Punk                  | 1      | 49    | 19 janv. 2009  |
| 72   | Daniel Bryan             | 1      | 43    | 29 mars 2015   |
| 72   | The Godfather            | 1      | 43    | 12 avr. 1999   |
| 74   | Braun Strowman           | 1      | 37    | 31 janv. 2020  |
| 75   | Kurt Angle               | 1      | 35    | 27 fév. 2000   |
| 76   | Booker T                 | 1      | 34    | 7 juill. 2003  |
| 77   | Marc Mero                | 1      | 28    | 23 sept. 1996  |
| 77   | Big Show                 | 1      | 28    | 1er avr. 2012  |
| 77   | Jey Uso                  | 1      | 28    | 23 sept. 2024  |
| 80   | Luke Harper †            | 1      | 27    | 17 nov. 2014   |
| 80   | John "Bradshaw" Layfield | 1      | 27    | 9 mars 2009    |
| 80   | Lance Storm              | 1      | 27    | 23 juill. 2001 |
| 80   | Albert                   | 1      | 27    | 26 juin 2001   |
| 84   | D'Lo Brown               | 1      | 26    | 27 juill. 1999 |
| 85   | Marty Jannetty           | 1      | 20    | 17 mai 1993    |
| 86   | Billy Gunn               | 1      | 19    | 21 nov. 2000   |
| 87   | Rikishi                  | 1      | 14    | 20 juin 2000   |
| 87   | Road Dogg                | 1      | 14    | 15 mars 1999   |
| 89   | Test †                   | 1      | 13    | 5 nov. 2001    |
| 90   | The Mountie              | 1      | 2     | 17 janv. 1992  |
| 91   | Zack Ryder               | 1      | 1     | 3 avr. 2016    |
| 92   | Dean Douglas             | 1      | <1    | 22 oct. 1995   |

## Statistiques
| Record                     | Détenteur du record | Chiffre     |
| -------------------------- | ------------------- | ----------- |
| Règne le plus long         | Gunther             | 666 jours   |
| Règne le plus court        | Triple H            | unification |
| Plus grand nombre de règne | Chris Jericho       | 9 fois      |
| Champion le plus jeune     | Jeff Hardy          | 23 ans      |
| Champion le plus âgé       | Ric Flair           | 56 ans      |